# Gnaphalium
La canapicchia (nome scientifico  Gnaphalium  L., 1753) è un genere di piante angiosperme dicotiledoni della famiglia delle Asteraceae (sottofamiglia Asteroideae, tribù Gnaphalieae e sottotribù Gnaphaliinae).

## Etimologia
Il nome scientifico del genere deriva dalla parola greca “gnaphalon” e significa “ciuffo di lana” in riferimento all'aspetto lanoso di queste piante.

Il nome scientifico attualmente accettato (Gnaphalium) è stato proposto da Carl von Linné (1707 – 1778) biologo e scrittore svedese, considerato il padre della moderna classificazione scientifica degli organismi viventi, nella pubblicazione ”Species Plantarum” del 1753.

## Descrizione

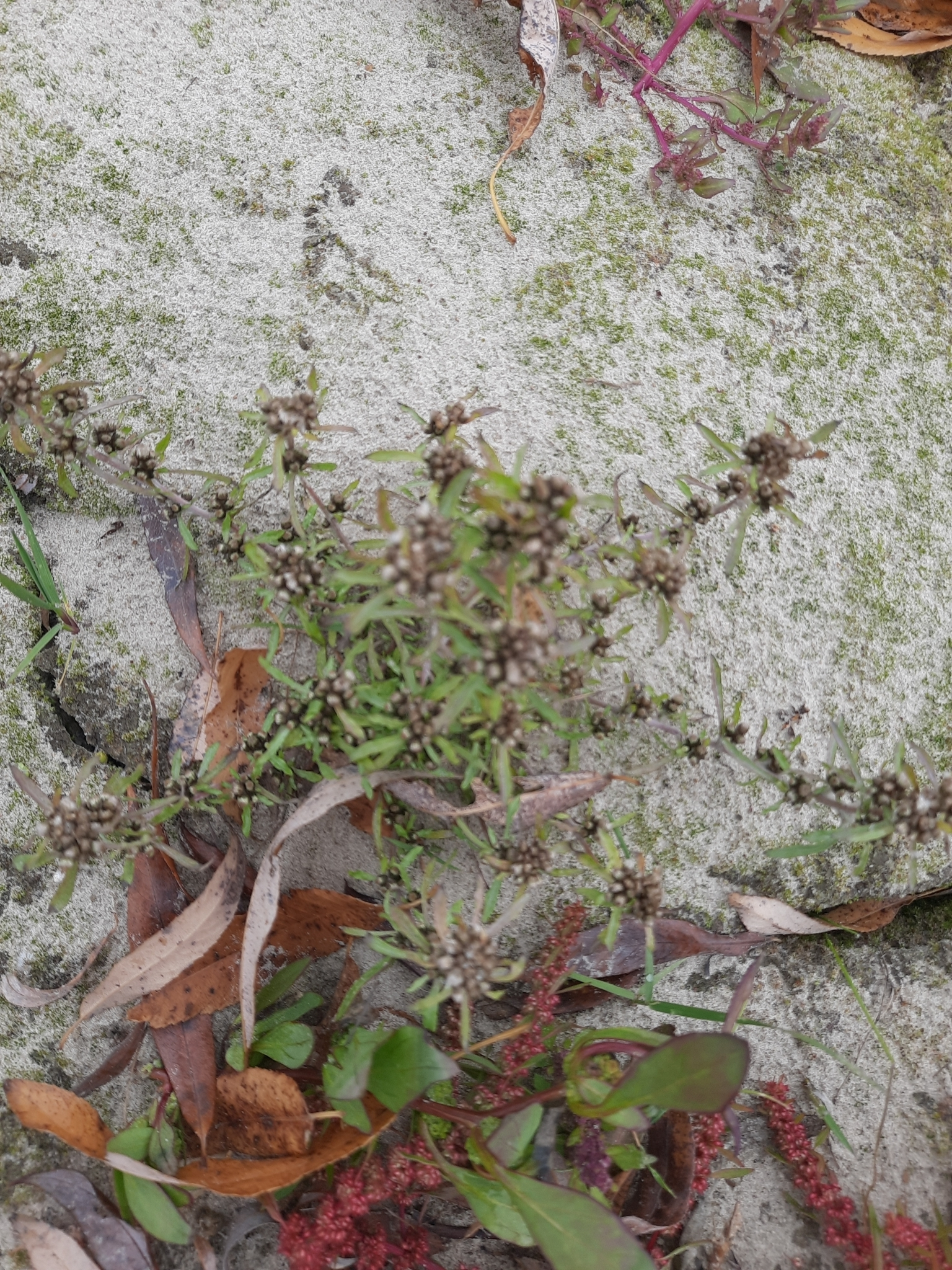
Il portamento
Gnaphalium pilulare

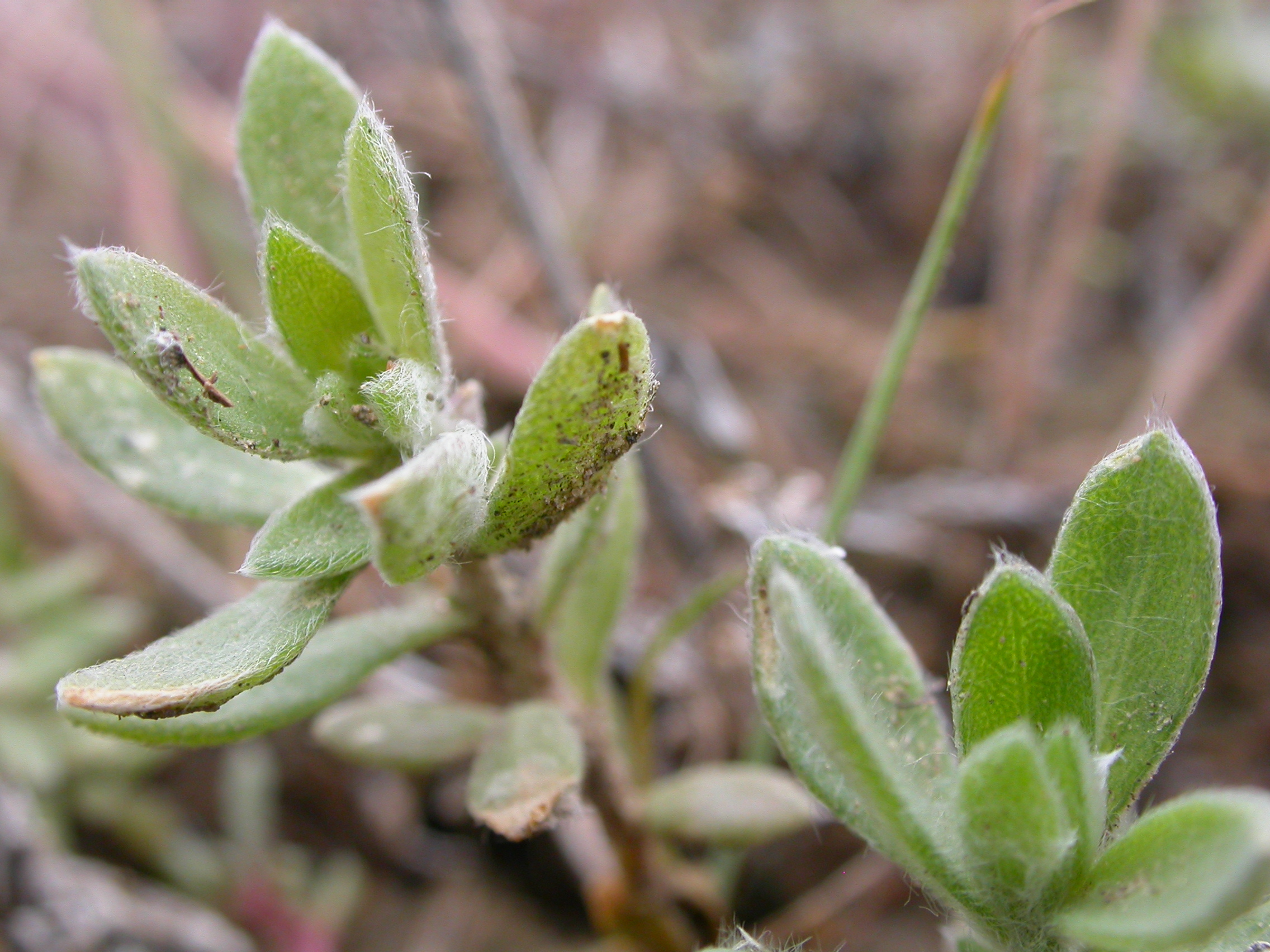
Le foglie
Gnaphalium palustre

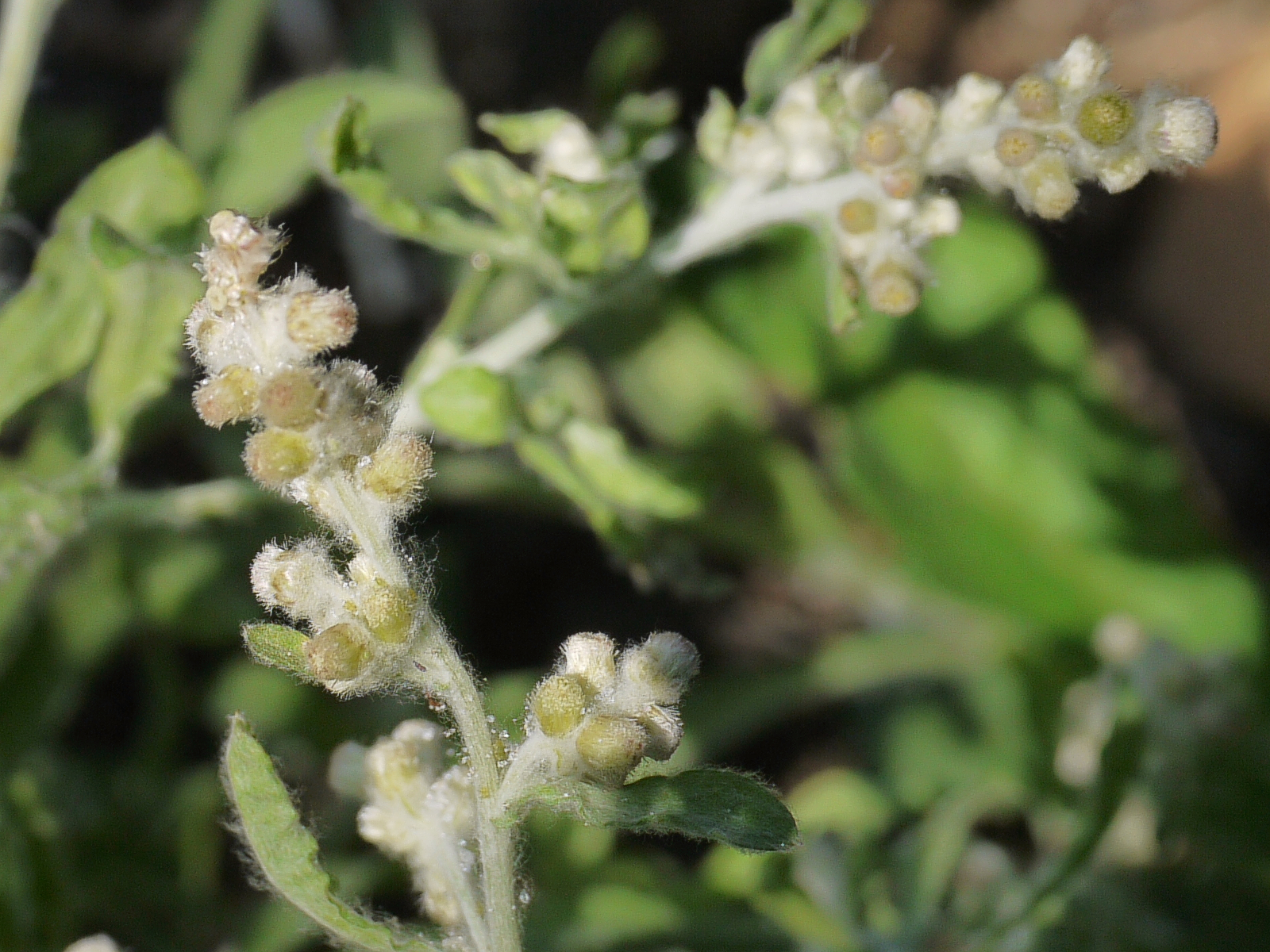
Infiorescenza
Gnaphalium polycaulon

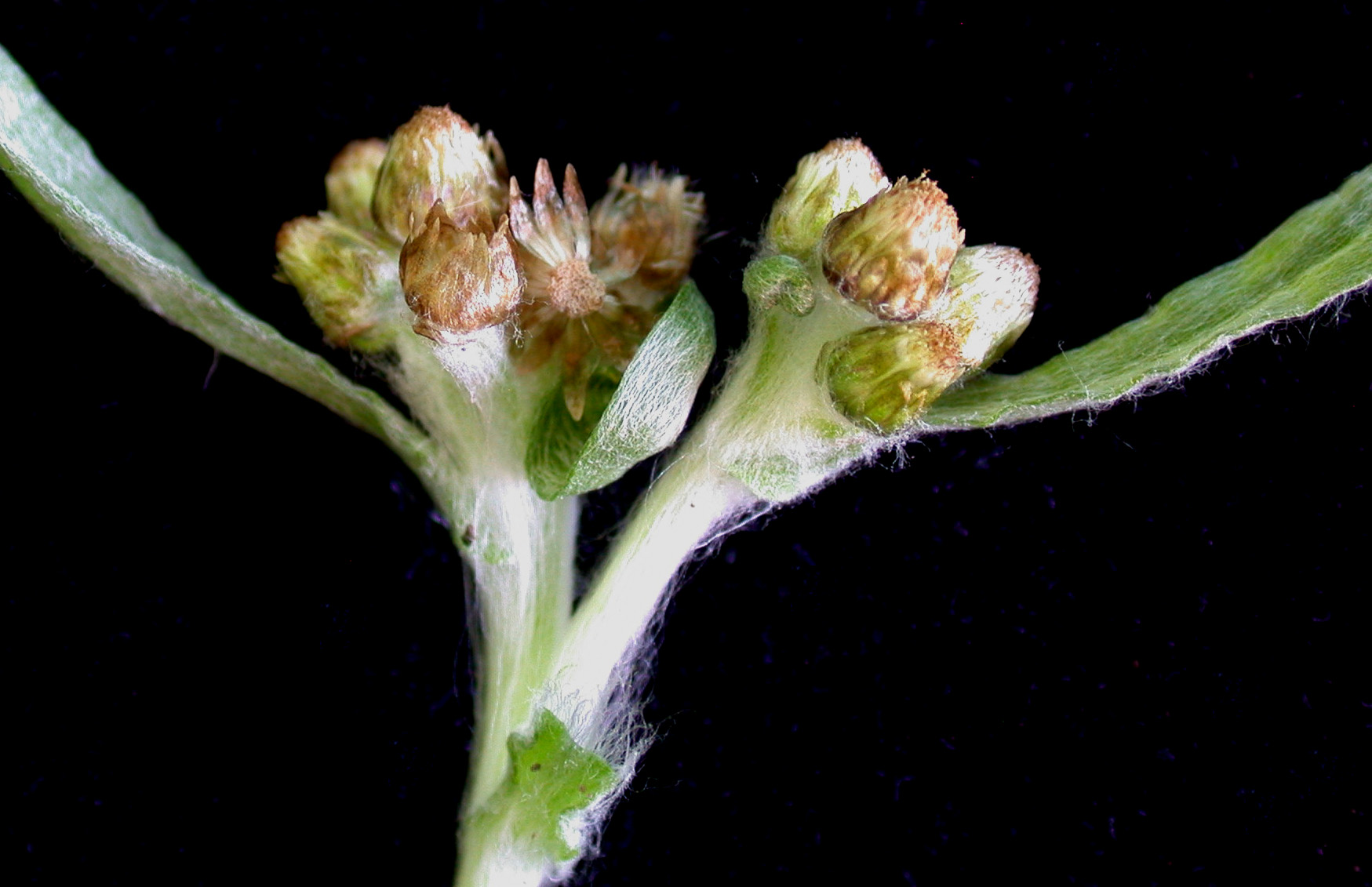
I fiori
Gnaphalium uliginosum

Portamento. Le specie di questo gruppo hanno un habitus di tipo erbaceo annuale o perenne. Possiedono una lanosità cotonosa sparsa su tutta la superficie (fusto, foglie e infiorescenza) che dona loro un colore bianchiccio-grigiastro. I cauli di queste piante sono provvisti del floema, ma non di canali resiniferi; mentre i sesquiterpeni lattoni sono normalmente assenti (piante senza lattice). La forma biologica delle varie specie del genere è in parte emicriptofta scaposa (H scap), ossia piante erbacee perenni con gemme svernanti al livello del suolo e protette dalla lettiera o dalla neve e in parte terofita scaposa (T scap), ossia piante erbacee che differiscono dalle altre forme biologiche poiché, essendo annuali, superano la stagione avversa sotto forma di seme. Queste piante sono considerate monoiche in quanto i capolini contengono fiori femminili esternamente e fiori ermafroditi (e quindi anche maschili) centralmente.
Fusto e radici. la parte aerea del fusto è eretta, ascendente o prostrata e semplice o ramificata ma sempre fogliosa. In alcune specie può essere legnosa alla base. Altezza massima 50 cm. Le radici sono secondarie da fittone.
Foglie. Le foglie sono disposte in modo alterno lungo il caule; sono intere con margini crenati. In alcune specie sono amplessicauli, in altre semplicemente sessili. La forma varia da lineare-spatolata a oblanceolata con apice quasi ottuso o acuto a seconda dei casi. La superficie è uninervia o trinervia ed è lanosa su entrambi i lati o solo sopra. Dimensione medie delle foglie: larghezza 5 – 20 mm; lunghezza 40 – 60 mm.
Infiorescenza. Le infiorescenze sono formate da numerosi capolini conici e fascicolati disposti o lungo l'infiorescenza (tipo racemi o pannocchie) o riuniti in glomeruli apicali. Le infiorescenze vere e proprie sono formate da un capolino terminale peduncolato (disciforme o discoide) eterogamo. I capolini sono formati da un involucro, con forme da cilindriche a campanulate, composto da diverse brattee, al cui interno un ricettacolo fa da base ai fiori. Le brattee, glabre o pelose a consistenza cartacea e biancastre (o brunastre chiazzate di scuro), sono disposte in modo più o meno embricato su 3 - 5 serie e possono essere connate alla base (strati di stereoma indiviso);  talora possono avere un margine ialino. Il ricettacolo è senza pagliette a protezione della base dei fiori; la forma è piatta. In alcuni casi le infiorescenze sono avvolte da numerose foglie bratteali più lunghe dei capolini stessi. Dimensione media dei capolini: larghezza 2 – 3 mm; lunghezza 5 – 6 mm. Dimensione dell'involucro: 2,5 – 4 mm.
Fiori.  I fiori sono tetra-ciclici (formati cioè da 4 verticilli: calice – corolla – androceo – gineceo) e pentameri (calice e corolla formati da 5 elementi). Sono inoltre tubulosi, attinomorfi e si distinguono in:
- fiori del disco esterni (da 40 a 80): sono femminili e filiformi; e non crescono all'ascella di una squama dell'involucro come in altri generi simili;
- fiori del disco centrali (da 3 a 7): sono ermafroditi e tubulosi (talvolta sono funzionalmente maschili).

In questo gruppo di piante i fiori radiati (ligulati o del raggio) sono assenti; a volte sono confusi con i fiori femminili (tubulosi) del disco esterno più o meno sub-zigomorfi con un lembo piatto e possono essere interpretati come fiori del raggio.
- Formula fiorale:

*/x K {\displaystyle \infty }, [C (5), A (5)], G 2 (infero), achenio
- Calice: i sepali del calice sono ridotti ad una coroncina di squame.

- Corolla: la forma della corolla normalmente è tubolare con 5 lobi (raramente 4); i lobi hanno una forma deltata o più o meno lanceolata. I colori della corolla sono porpora.

- Androceo: l'androceo è formato da 5 stami sorretti da filamenti generalmente liberi; gli stami sono connati e formano un manicotto circondante lo stilo; le teche (produttrici del polline) sono prive di sperone, ma hanno la coda (una sola); le appendici apicali delle antere hanno delle forme piatte; il tessuto endoteciale (rivestimento interno dell'antera) è quasi sempre polarizzato (con due superfici distinte: una verso l'esterno e una verso l'interno). Il polline è di tipo echinato (con punte sporgenti) a forma sferica è formato inoltre da due strati di ectesine, mentre lo strato basale è spesso e regolarmente perforato (tipo “gnafaloide”).[7]

- Gineceo: l'ovario è infero uniloculare formato da 2 carpelli. Lo stilo (il recettore del polline) è intero o biforcato con due stigmi nella parte apicale. Gli stigmi hanno una forma variabile troncata; possono essere ricoperti da minute papille o avere dei penicilli apicali. Le superfici stigmatiche sono separate.[7]

Frutti. I frutti sono degli acheni con pappo. Gli acheni sono piccoli a forma variabile da oblunga; la superficie può essere ricoperta da brevi doppi tricomi clavati oppure non clavate; il pericarpo può essere percorso longitudinalmente da alcuni fasci vascolari. Il pappo è formato da 8 a 12 setole capillari scabre libere. Dimensione degli acheni: 1,5 mm. Lunghezza del pappo: 1,5 – 3 mm.

## Biologia
Impollinazione: tramite insetti (impollinazione entomogama tramite farfalle diurne e notturne).

Riproduzione: la fecondazione avviene fondamentalmente tramite l'impollinazione dei fiori.

Dispersione: i semi cadono a terra e vengono dispersi soprattutto da insetti come formiche (disseminazione mirmecoria). Un altro tipo di dispersione è zoocoria: gli uncini delle brattee dell'involucro (se presenti) si agganciano ai peli degli animali di passaggio che portano così i semi anche su lunghe distanze. Inoltre per merito del pappo il vento può trasportare i semi anche per alcuni chilometri (disseminazione anemocora).

## Distribuzione e habitat
Le specie di questo genere sono distribuite in tutto il mondo. L'unica specie italiane (G. uliginosum) è distribuita su tutto il territorio con habitat in prevalenza boschivi e in parte umidi. Nel resto del mondo sono presenti soprattutto nelle regioni temperate, anche se alcune specie si trovano sulle montagne tropicali o nelle regioni subtropicali.

La tabella seguente mette in evidenza alcuni dati relativi all'habitat, al substrato e alla distribuzione della specie G. uliginosum in ambiente alpino.
| Specie | Comunità vegetali | Piani vegetazionali | Substrato | pH     | Livello trofico | H2O   | Ambiente    | Zona alpina                    |
| --- | ----------------- | ------------------- | --------- | ------ | --------------- | ----- | ----------- | ------------------------------ |
| G. uliginosum | 2                 | montano collinare   | Ca – Si   | neutro | alto            | umido | A4 B1 B5 B6 | tutto l'arco alpino (escl. BG) |
| Legenda e note alla tabella. Substrato con “Ca/Si” si intendono rocce di carattere intermedio (calcari silicei e simili); vengono prese in considerazione solo le zone alpine del territorio italiano (sono indicate le sigle delle province). Comunità vegetali: 2 = comunità terofite pioniere nitrofile. Ambienti: A4 = ambienti umidi, temporaneamente inondati o a umidità variabile; B1 = campi, colture e incolti; B5 = rive, vicinanze corsi d'acqua; B6 = tagli rasi forestali, schiarite, strade forestali. |                   |                     |           |        |                 |       |             |                                |

## Sistematica
La famiglia di appartenenza di questa voce (Asteraceae o Compositae, nomen conservandum) probabilmente originaria del Sud America, è la più numerosa del mondo vegetale, comprende oltre 23.000 specie distribuite su 1.535 generi, oppure 22.750 specie e 1.530 generi secondo altre fonti (una delle checklist più aggiornata elenca fino a 1.679 generi). La famiglia attualmente (2021) è divisa in 16 sottofamiglie; la sottofamiglia Asteroideae è una di queste e rappresenta l'evoluzione più recente di tutta la famiglia.

### Filogenesi
Il genere di questa voce è descritto nella tribù Gnaphalieae, una delle 21 tribù della sottofamiglia Asteroideae. Da un punto di vista filogenetico, la tribù Gnaphalieae fa parte del supergruppo (o sottofamiglia) "Asteroideae grade"; l'altro è il supergruppo "Non-Asteroideae" contenente il resto delle sottofamiglie delle Asteraceae. All'interno del supergruppo è vicina alle tribù Senecioneae, Calenduleae, Astereae e Anthemideae.
La sottotribù Gnaphaliinae è caratterizzata da portamenti di vario tipo con specie ginomonoiche e monoiche, da foglie con margini interi, da capolini disciformi omogami o eterogami e raramente radiati (o subradiati), dallo stilo con rami troncati e superfici stigmatiche separate apicalmente, da acheni glabri o con tricomi allungati e pappo ridotto. La sottotribù è divisa provvisoriamente in diversi cladi (Metalasia, Ifloga, Stoebe, Hap, Flag, Lasiopogon e Australasian); il genere  Gnaphalium è a capo del gruppo definito "Gnaphaliinae stricto sensu".
I caratteri distintivi del genere  Gnaphalium sono:
- lo stereoma alla base dell'involucro è indiviso;
- i bracci dello stilo sono troncati;
- la pubescenza degli acheni è formata da brevi tricomi clavati;
- il pappo ha delle setole libere o eventualmente sono connate a delle ciglia patenti.

Il numero cromosomico delle specie di questo genere è: 2n = 14, 16, 18, 20, 28, 42, 52, 56 e 58.

### Elenco delle specie
Questo genere ha 38 specie:
- Gnaphalium austroafricanum Hilliard
- Gnaphalium capense  Hilliard
- Gnaphalium chiliastrum  (Mattf.) P.Royen
- Gnaphalium chimborazense  Hieron.
- Gnaphalium clemensiae  Mattf.
- Gnaphalium confine  Harv.
- Gnaphalium declinatum  L.f.
- Gnaphalium demidium  (O.Hoffm.) Hilliard & B.L.Burtt
- Gnaphalium diamantinense  Paul G.Wilson
- Gnaphalium diminutivum  Phil.
- Gnaphalium englerianum  (O.Hoffm.) Hilliard & B.L.Burtt
- Gnaphalium exilifolium  A.Nelson
- Gnaphalium filagopsis  Hilliard & B.L.Burtt
- Gnaphalium genevoisi  Emb.
- Gnaphalium gnaphalodes  (DC.) Hilliard & B.L.Burtt
- Gnaphalium griquense  Hilliard & B.L.Burtt
- Gnaphalium heleios  P.Royen
- Gnaphalium indutum  Hook.f.
- Gnaphalium limicola  Hilliard
- Gnaphalium lycopodium  Pers.
- Gnaphalium maclovianum  Gand.
- Gnaphalium magellanicum  Sch.Bip.
- Gnaphalium nelsonii  Burtt Davy
- Gnaphalium palustre  Nutt.
- Gnaphalium pauciflorum  DC.
- Gnaphalium peguense  R.Kr.Singh
- Gnaphalium phaeolepis  Phil.
- Gnaphalium pilulare  Wahlenb.
- Gnaphalium polycaulon  Pers.
- Gnaphalium pseudohelichrysum  Reiche
- Gnaphalium puberulum  DC.
- Gnaphalium rossicum  Kirp.
- Gnaphalium rosulatum  S.Moore
- Gnaphalium sepositum  Benoist
- Gnaphalium simii  (Bolus) Hilliard & B.L.Burtt
- Gnaphalium stewartii  C.B.Clarke ex Hook.f
- Gnaphalium uliginosum  L.
- Gnaphalium unionis  Sch.Bip. ex Hochst.

### Sinonimi
Sono elencati alcuni sinonimi per questa entità:
- Amphidoxa DC.
- Dasyanthus Bubani
- Demidium DC.
- Filaginella Opiz

### Generi simili
Molti sono i generi simili a quello di questa voce, e ovviamente in modo particolare quelli le cui specie una volta erano attribuite al genere Gnaphalium. Il genere Leontopodium (Stella delle Alpi o Edelweiss) è uno di questi. Le sue specie sono state separate da quelle del genere Gnaphalium in quanto i fiori centrali dei capolini sono sterili (e non fertili come in Gnaphalium); le setole del pappo sono clavate; ma l'aspetto morfologico più evidente sono i capolini (biancastri) raccolti in glomeruli all'apice del fusto circondati da una raggiera di foglie bratteali cotonose. Anche il genere affine Helichrysum differisce per piccoli particolari strutturali come le squame scariose (e non erbacee alla base), i fiori femminili esterni sono disposti in unica serie e le foglie, piccole a disposizione embricata, hanno i margini revoluti.
Il genere Omalotheca Cass., 1828 contiene le seguenti 4 specie in precedenza descritte all'interno di questo genere:
- Omalotheca diminuta (Braun-Blanq.) Bartolucci & Galasso
- Omalotheca hoppeana  (W.D.J.Koch) F.W.Schultz & Sch.Bip.
- Omalotheca norvegica  (Gunnerus) F.W.Schultz & Sch.Bip.
- Omalotheca sylvatica (L.) F.W.Schultz & Sch.Bip.

Queste specie differiscono in quanto sono tutte perenni con capolini isolati in formazioni racemose o a pannocchia.